# Saint-Yrieix-la-Perche
Saint-Yrieix-la-Perche este o comună în departamentul Haute-Vienne din centrul Franței. În 2009 avea o populație de 6.932 de locuitori.

## Evoluția populației
| An        | 1975  | 1982  | 1990  | 1999  | 2006  | 2009  |
| --------- | ----- | ----- | ----- | ----- | ----- | ----- |
| Populație | 7.116 | 7.342 | 7.558 | 7.251 | 7.007 | 6.932 |